# IGR Remscheid
Der Rollsportverein IGR Remscheid e. V. (IGR Remscheid) ist ein Sportverein aus Remscheid. Die IGR Remscheid spielt Rollhockey und zählt in dieser Sportart zu den führenden Vereinen in Deutschland.

## Geschichte

### 1962–2000

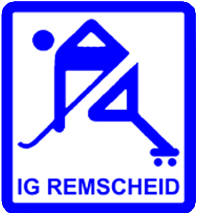
Logo der IGR Remscheid von 1962 bis 1987

Bereits in den 1930er Jahren wurde in Remscheid Rollsport in Form von Rollkunstlauf, Rolltanz und Rollhockey in mehreren Vereinen ausgeübt. Am 1. April 1962 erfolgte dann durch den Remscheider Turnverein von 1861 und den VfB Marathon 06 die Gründung der „Interessengemeinschaft Rollsport Remscheid“. Ziel dieser Interessengemeinschaft, in die der Remscheider Turnverein seine Rollkunstlauf- und der VfB Marathon seine Rollhockeyabteilung einbrachte, war, über die Bündelung der Aktivitäten den Anschluss an die nationale Spitze im Rollsport zu erreichen. Im Jahre 1965 zahlte sich die Zusammenarbeit erstmals aus und der Aufstieg der IGR Remscheid in die Rollhockey-Oberliga, damals die höchste nationale Spielklasse und Vorläuferin der im Jahr 1967 gegründeten Rollhockey-Bundesliga, gelang.

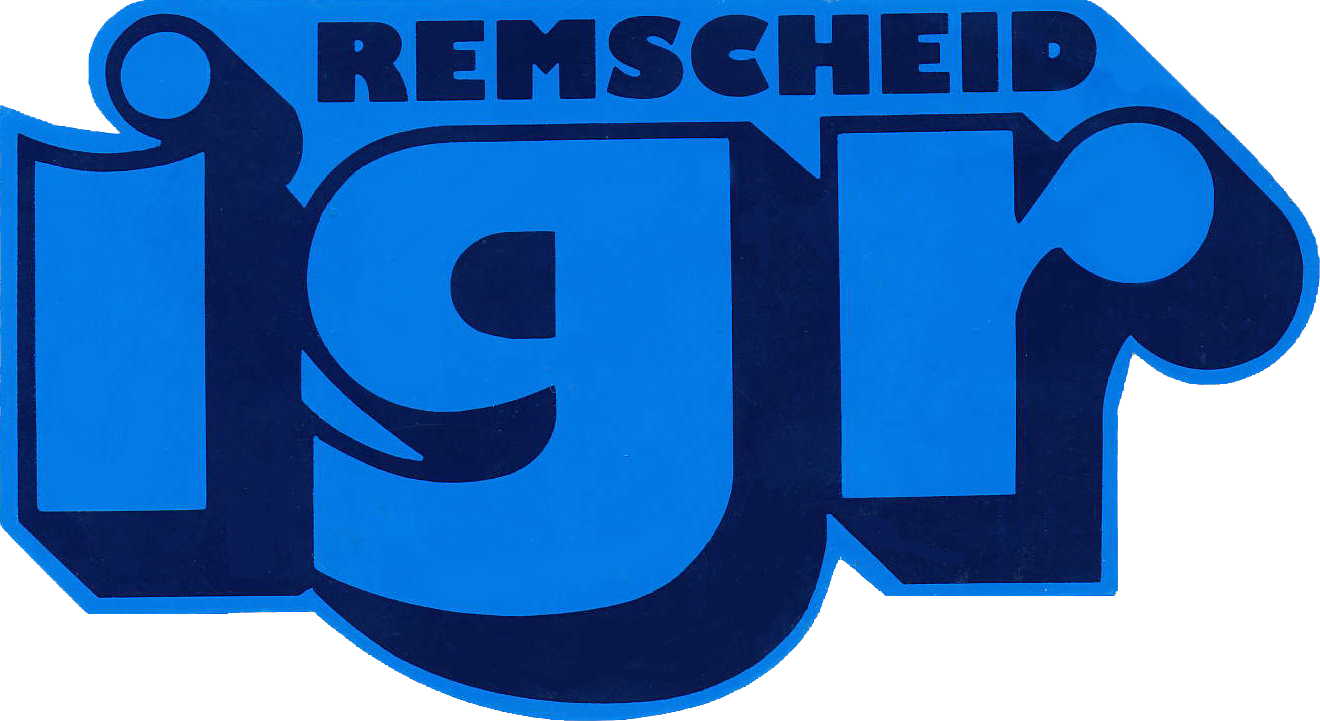
Logo der IGR Remscheid von 1987 bis 2001

Bis heute ist die IGR Remscheid mit nur zwei Jahren Unterbrechung in der Rollhockey-Bundesliga vertreten. 1968 schaffte die IGR Remscheid mit dem Gewinn der ersten deutschen Rollhockey-Meisterschaft dann den Sprung an die Spitze. Der sich anschließende Auftritt im Europapokal der Landesmeister endete erst im Halbfinale. 1969 konnte der Meistertitel verteidigt werden und parallel zahlte sich die Jugendarbeit aus, denn die A-Jugend wurde ebenfalls Deutscher Rollhockey-Meister. In den folgenden Jahren brachte die IGR Remscheid viele herausragende Rollhockeyspieler hervor, beispielsweise Wolfgang Jex genannt, der insgesamt rund 250 Länderspiele für Deutschland bestritt. 1978 gewann die IGR Remscheid den dritten Meistertitel. 1987 wurden die IGR-Junioren Deutscher Rollhockey-Meister.

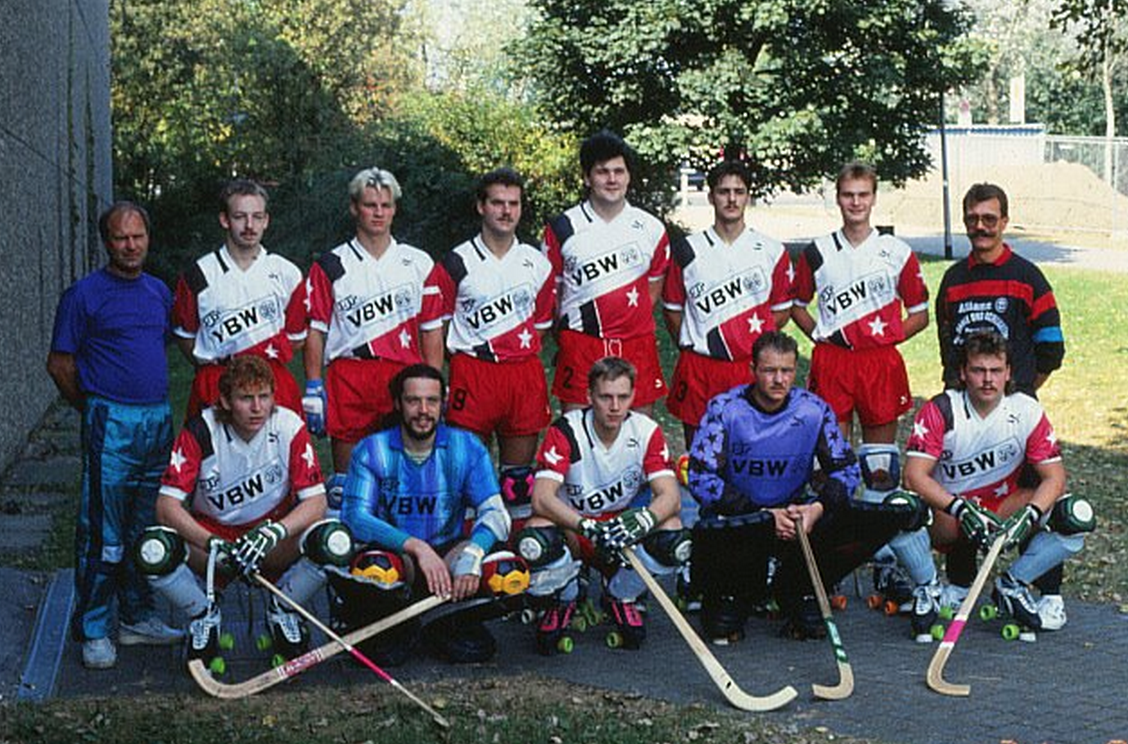
Bundesliga-Team 1991/92 – Deutscher Meister

Zum Anfang der neunziger Jahre folgten in der Bundesliga die legendären Duelle der IGR Remscheid mit dem RSV Weil, gegen den 1992 und 1994 die deutschen Rollhockey-Meisterschaften Nummer vier und fünf gewonnen wurden. 1993 und 1995 erreichte die mit deutschen und niederländischen Nationalspielern gespickte IGR im Europapokal der Landesmeister jeweils das Halbfinale. Die letzten zwei Meisterschaften hatten allerdings die Finanzlage überstrapaziert, sodass nach personellen Abgängen ein Neuanfang erfolgen musste. Im Jahr 1996 konnte der stark verjüngte Kader den Abstieg aus der Rollhockey-Bundesliga nur knapp verhindern. Die Rollhockey-Damen der IGR Remscheid konnten 1998 und 1999 jeweils die Vizemeisterschaft der Damen-Rollhockey-Bundesliga erreichen.

### 2001–2009
2001 verständigten sich die zwei Trägervereine darauf, die Interessengemeinschaft wieder aufzulösen. Der Remscheider Turnverein führte im Anschluss die Rollkunstlauf- und der inzwischen in VfB 06/08 Remscheid umbenannte VfB Marathon die Rollhockey-Aktivitäten alleine fort. In den folgenden Jahren gelang wieder der Anschluss an die Spitze der Rollhockey-Bundesliga und 2002, 2005, 2006 und 2007 wurden die Halbfinals der Play-offs um die deutsche Rollhockey-Meisterschaft erreicht. Erfolge gab es insbesondere seit 2001 im Jugendbereich: 2001 und 2007 gewann die B-Jugend (U14) die deutsche Rollhockey-Meisterschaft, 2004, 2008 und 2009 die C-Jugend (U11) sowie in den Jahren 2002, 2005 und 2007 die D-Jugend (U9).

### Seit 2010

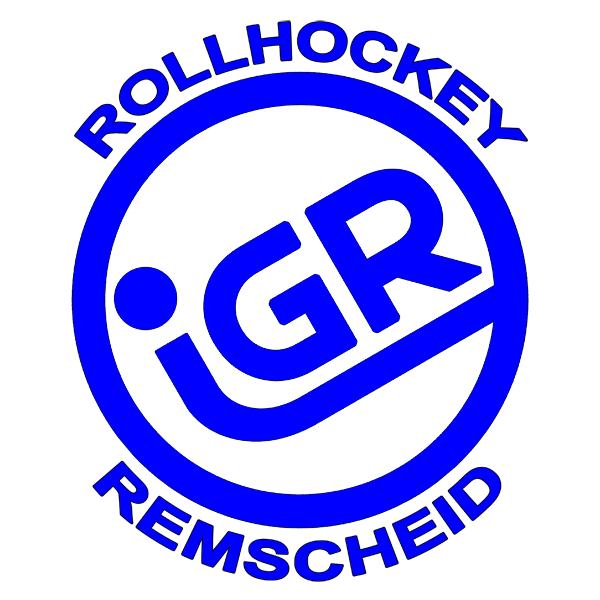
Logo der IGR Remscheid seit 2010

Zum Jahresende 2009 wurde gemäß einem Beschluss der Mitgliederversammlung des VfB Remscheid die Abteilung Rollhockey aus dem Verein ausgegliedert und während der laufenden Saison in den am 7. Oktober 2009 gegründeten „Rollsportverein -IGR-Remscheid e. V.“, kurz IGR Remscheid, überführt. Mit Zustimmung des Deutschen Rollsport und Inline-Verbandes (DRIV) führt die IGR Remscheid seit dem 1. Januar 2010 den Spielbetrieb in allen Ligen fort. 2010 wurde die A-Jugend (U17) Deutscher Rollhockey-Meister. Im Jahr 2011 belegten die Herren der IGR Remscheid den dritten Platz in der Rollhockey-Bundesliga und erreichten das DRIV-Pokal-Finale, in dem sie der ERG Iserlohn mit 2:3 und 5:7 unterlagen. Die D-Jugend (U9) gewann 2011 die deutsche Rollhockey-Meisterschaft. Die Damen der IGR Remscheid, die seit 2010 in einer Spielgemeinschaft mit dem SC Mokitos Wuppertal in der 2. Rollhockey-Bundesliga spielten und den zweiten Platz belegten, treten ab 2011 in der neuen eingleisigen Rollhockey-Damen-Bundesliga an. Die U20-Junioren der IGR Remscheid gewannen im Juli 2013 die deutsche Meisterschaft.

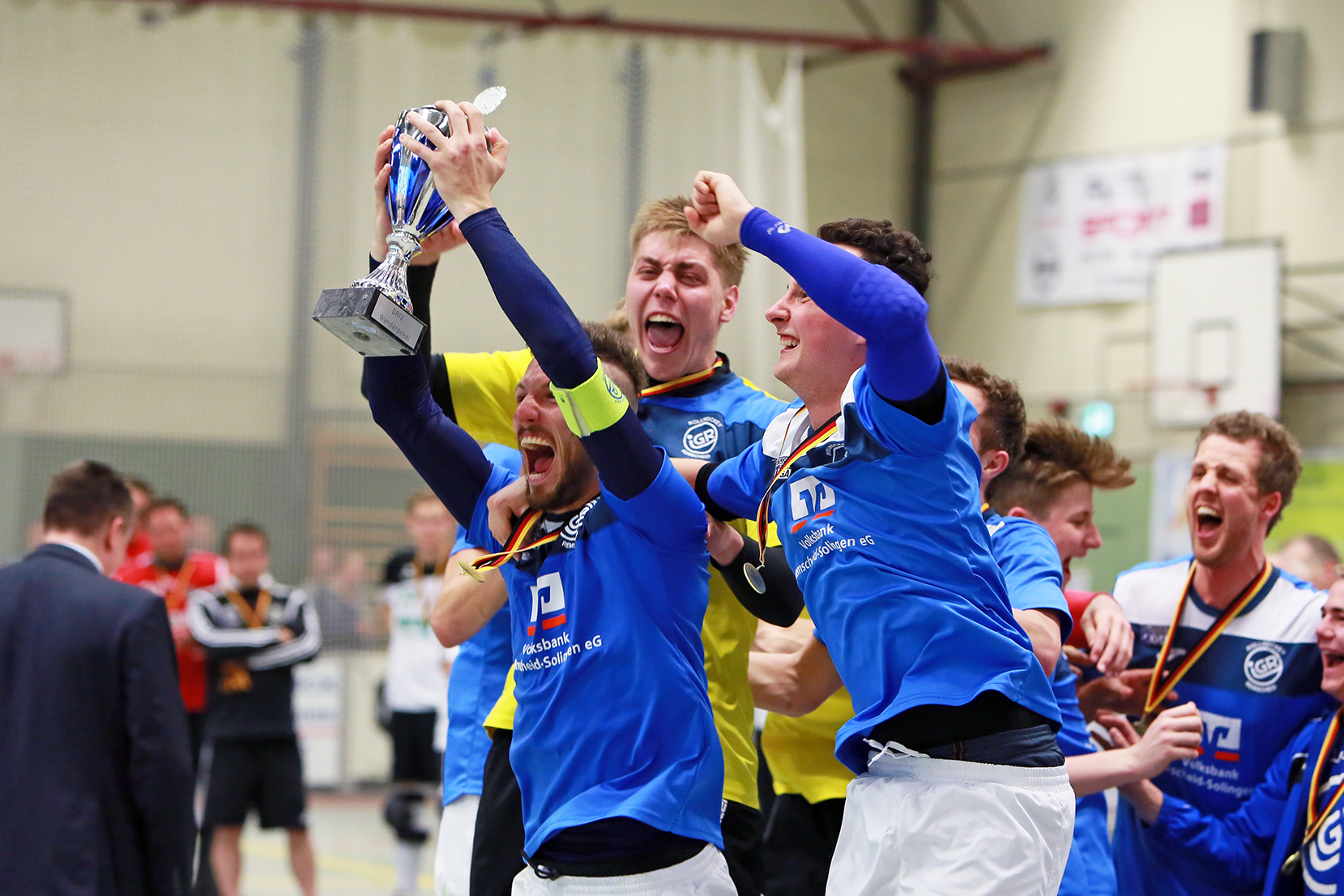
Jubel nach dem Pokalsieg 2016

In der Spielzeit 2015/16 gelang es der IGR Remscheid erstmals in der Vereinsgeschichte den DRIV-Pokal zu gewinnen. Die U17-Juniorinnen wurden ebenfalls erstmals Deutscher Meister und konnten den Titel im Folgejahr verteidigen. In der Spielzeit 2016/17 zog die IGR nach 23 Jahren wieder das Finale um die deutsche Meisterschaft ein, scheiterte aber in zwei Spielen an der ERG Iserlohn. In der Saison 2017/18 startet erstmals seit fast 20 Jahren wieder ein Damenteam der IGR Remscheid in der Damen-Bundesliga. Im Dezember 2017 richtete die IGR Remscheid im Auftrag des europäischen Rollsport-Verbandes CERH die 4. Europameisterschaft der U17-Juniorinnen in der Sporthalle Hackenberg aus, bei der die deutsche Juniorinnennationalmannschaft den 3. Platz belegte. Zum 1. Mai 2018 belegte das Bundesliga-Team der IGR Remscheid in der offiziellen Club-Weltrangliste mit Platz 62 die beste Platzierung unter den deutschen Vereinen. Die U13-Jugend und die U17-Juniorinnen wurden Deutscher Meister. Am Ende der Saison 2018/19 standen das Herren- und das Damenteam in den Finals um die deutsche Meisterschaft und den DRIV-Pokal, vermochten aber keinen der Titel zu holen. In der Spielzeit 2019/20 errang das Damenteam erstmal die deutsche Meisterschaft. Der Deutsche Rollsport und Inline-Verband stellte die Saison aufgrund der Auswirkungen der Corona-Pandemie einen Spieltag vor Ende der Hauptrunde ein. Die IGR Remscheid wurde als Tabellenführer unter Anwendung einer Quotientenregelung zum Meister erklärt. Die U15-Jugend und die U17-Juniorinnen wurden ebenfalls deutscher Meister. 2023 setzten sich die Damen in drei Finalspielen um die deutsche Meisterschaft gegen den RSC Cronenberg durch.

## Spielstätte

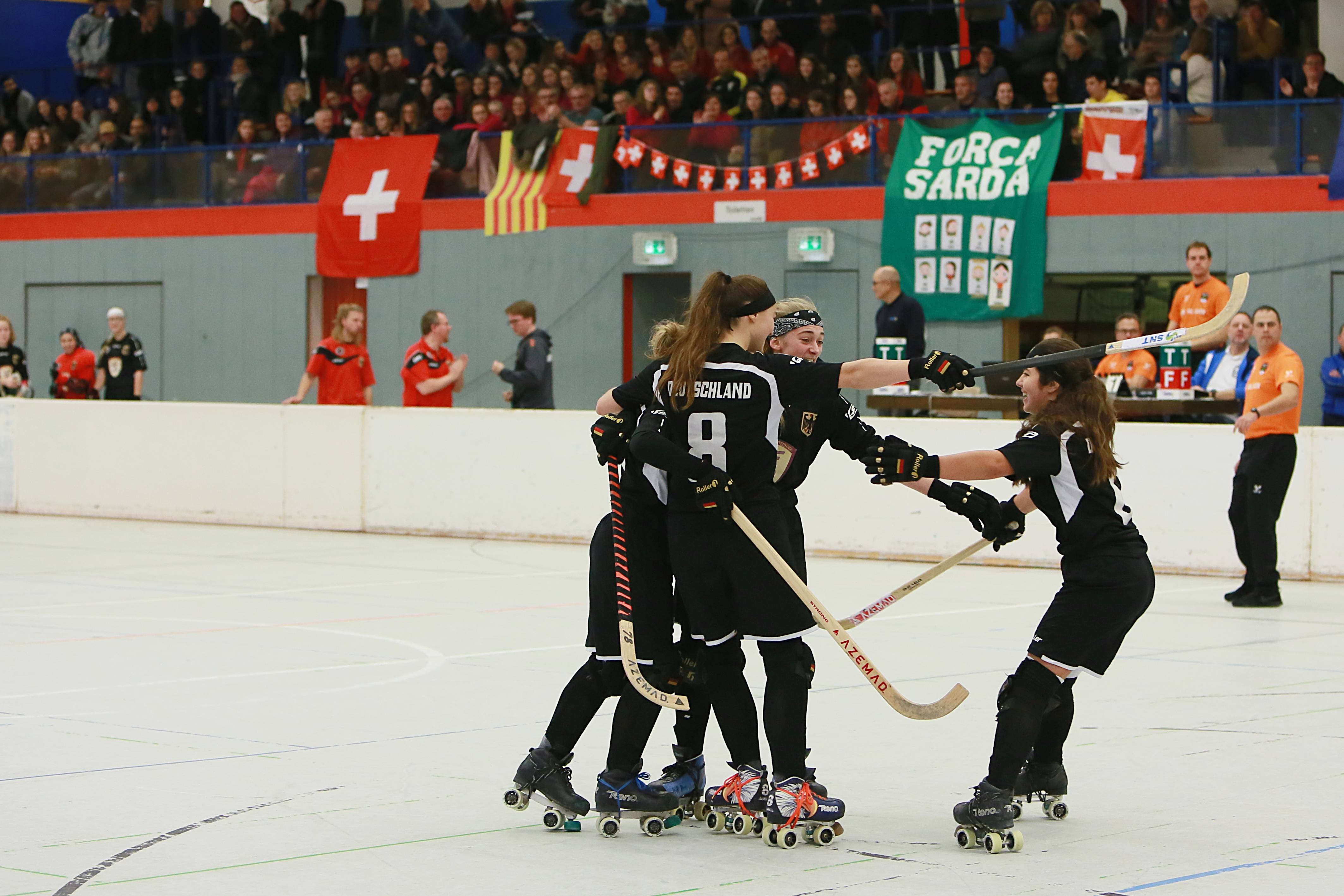
Euro U17-Juniorinnen in Remscheid – Torjubel des deutschen Teams

Die Spiele der IGR Remscheid werden in der Sporthalle Hackenberg ausgetragen. Das Spielfeld ist 40 mal 20 Meter groß und besitzt einen Synthetik-Belag. Das Fassungsvermögen der Sporthalle beträgt rund 400 Zuschauer. Ursprünglich spielte die IGR Remscheid auf einer Außenbahn im Remscheider Stadtpark und zog 1972 ins Sportzentrum Hackenberg in Remscheid-Lennep um.

## Erfolge
Herren
- Deutscher Meister: 1968, 1969, 1978, 1992, 1994
- Vizemeister: 1993, 2017, 2019
- DRIV-Pokal: 2016

Damen
- Deutscher Meister: 2020, 2023
- Vizemeister: 1998, 1999, 2019

Jugend
- U20 Junioren: Deutscher Meister 1987, 2013
- U17 Juniorinnen: Deutscher Meister 2016, 2017, 2018, 2020
- U17 A-Jugend: Deutscher Meister 1969, 2010
- U13/14/15 B-Jugend: Deutscher Meister 2001, 2007, 2018, 2020
- U11 C-Jugend: Deutscher Meister 2004, 2008, 2009
- U9 D-Jugend: Deutscher Meister 2002, 2005, 2007, 2011

## Bekannte Spieler
- Wolfgang Jex
- Klaus Dieter Leonhardt
- Marcus Franken
- Andreas Thiel

## Mannschaften

### Saison 2019/20
- 1. Herren: Rollhockey-Bundesliga
- Damen: Rollhockey-Bundesliga Damen
- 2. Herren: Regionalliga West
- U20 Junioren
- U17 Jugend
- U15 Jugend
- U13 Jugend
- U11 Jugend
- U9 Jugend

### Kader 1. Herren der Bundesliga-Saison 2019/020
| Saison  | Platzierung         |                    |  |
| ------- | ------------------- | ------------------ |  |
| 1967    | 4.                  |                    |  |
| 1968    | Deutscher Meister   |                    |  |
| 1969    | Deutscher Meister   |                    |  |
| 1970    | 4.                  |                    |  |
| 1971    | 4.                  |                    |  |
| 1972    | 3.                  |                    |  |
| 1973    | 3.                  |                    |  |
| 1974    | 7.                  |                    |  |
| 1975    | 5.                  |                    |  |
| 1976    | 3.                  |                    |  |
| 1977    | 3.                  |                    |  |
| 1978    | Deutscher Meister   |                    |  |
| 1979    | 7.                  |                    |  |
| 1980    | 6.                  |                    |  |
| 1981    | 6.                  |                    |  |
| 1982    | 7.                  |                    |  |
| 1983    | 9.                  |                    |  |
| 1984    | 11., Abstieg in die | Oberliga           |  |
| 1985    | 2.                  | Oberliga           |  |
| 1986    | 1., Aufstieg in die | Bundesliga         |  |
| 1987    | 7.                  |                    |  |
| 1988    | 4.                  |                    |  |
| Saison  | Vorrunde            | Play-offs          |  |
| 1989    | 4.                  | 1/4-Finale         |  |
| 1990    | 3.                  | 1/2-Finale         |  |
| 1991    | 5.                  | 1/4-Finale         |  |
| 1991/92 | 1.                  | Deutscher Meister  |  |
| 1992/93 | 2.                  | Vizemeister        |  |
| 1993/94 | 1.                  | Deutscher Meister  |  |
| 1994/95 | 6.                  | 1/4-Finale         |  |
| Saison  | Platzierung         |                    |  |
| 1995/96 | 10.                 |                    |  |
| 1996/97 | 7.                  |                    |  |
| 1997/98 | 8.                  |                    |  |
| 1998/99 | 7.                  |                    |  |
| Saison  | Vorrunde            | Play-offs          |  |
| 1999/00 | 5.                  | 1/4-Finale         |  |
| 2000/01 | 5.                  | 1/2-Finale         |  |
| 2001/02 | 5.                  | 1/2-Finale         |  |
| 2002/03 | 6.                  | 1/4-Finale         |  |
| 2003/04 | 5.                  | 1/4-Finale         |  |
| 2004/05 | 5.                  | 1/2-Finale         |  |
| 2005/06 | 5.                  | 1/2-Finale         |  |
| 2006/07 | 4.                  | 1/2-Finale         |  |
| 2007/08 | 4.                  | 1/4-Finale         |  |
| 2008/09 | 5.                  | 1/4-Finale         |  |
| 2009/10 | 7.                  | 1/4-Finale         |  |
| 2010/11 | 3.                  | 1/4-Finale         |  |
| 2011/12 | 4.                  | 1/2-Finale         |  |
| 2012/13 | 5.                  | 1/2-Finale         |  |
| 2013/14 | 3.                  | 1/2-Finale         |  |
| 2014/15 | 8.                  | 1/4-Finale         |  |
| 2015/16 | 7.                  | 1/4-Finale         |  |
| 2016/17 | 2.                  | Vizemeister        |  |
| 2017/18 | 1.                  | 1/2-Finale         |  |
| 2018/19 | 2.                  | Vizemeister        |  |
| 2019/20 | 6.                  | nicht ausgetragen  |  |
| 2010/21 | --                  | Saison ausgefallen |  |
| 2021/22 | 4.                  | 1/2-Finale         |  |
| 2012/23 | 5.                  | --                 |  |

| Name                               | Nationalität |
| ---------------------------------- | ------------ |
| Torwart                            |              |
| Jonas Langenohl                    | Deutschland  |
| Michael Raab                       | Deutschland  |
| Ole Kaldasch                       | Deutschland  |
| Ben Kessens                        | Deutschland  |
| Moritz Kreidewolf                  | Deutschland  |
| Feldspieler                        |              |
| Til Cramer                         | Deutschland  |
| Joshua Dutt                        | Deutschland  |
| Luis Hages                         | Deutschland  |
| Eric Krämer                        | Deutschland  |
| Tom Kessens                        | Deutschland  |
| Yannik Lukassen                    | Deutschland  |
| Alexander Ober                     | Deutschland  |
| Julian Benjamin Peinke             | Deutschland  |
| Yannick Nicolas Peinke (C)         | Deutschland  |
| Maximilian Richter                 | Deutschland  |
| Kai Riedel                         | Deutschland  |
| Paul Ronge                         | Deutschland  |
| Fabian Selbach                     | Deutschland  |
| Daniel Strieder                    | Deutschland  |
| Trainer-/Betreuerstab              |              |
| Cheftrainer: Timo Meier            | Deutschland  |
| Co-Trainer: Markus Wilk            | Deutschland  |
| Mannschaftsarzt: Dr. Volker Peinke | Deutschland  |
| Mannschaftsarzt: Tim Decius        | Deutschland  |
| Betreuer: Lukas Kuhn               | Deutschland  |
| Betreuer: Jochen Thomas            | Deutschland  |

### Kader Damen der Bundesliga-Saison 2019/20
| Saison  | Vorrunde | Play-offs          |  |
| ------- | -------- | ------------------ |  |
| 2017/18 | 4.       | 1/2-Finale         |  |
| 2018/19 | 2.       | Vizemeister        |  |
| 2019/20 | 1.       | Deutscher Meister  |  |
| 2020/21 | --       | Saison ausgefallen |  |
| 2021/22 | 4.       | 1/2-Finale         |  |
| 2022/23 | 2.       | Deutscher Meister  |  |

| Name                               | Nationalität |
| ---------------------------------- | ------------ |
| Torwart                            |              |
| Annabell Pillenkamp                | Deutschland  |
| Caro Reinert                       | Deutschland  |
| Lena Bambek                        | Deutschland  |
| Feldspieler                        |              |
| Anna Behrendt                      | Deutschland  |
| Saphira Giersch                    | Deutschland  |
| Julia Krause                       | Deutschland  |
| Finja Rohs                         | Deutschland  |
| Celina Söhngen                     | Deutschland  |
| Kira Steinmetz (C)                 | Deutschland  |
| Lea Steinmetz                      | Deutschland  |
| Leonie Stucke                      | Deutschland  |
| Trainer-/Betreuerstab              |              |
| Trainer: Caro Reinert              | Deutschland  |
| Trainer: Marcell Wienberg          | Deutschland  |
| Mannschaftsarzt: Dr. Volker Peinke | Deutschland  |
| Betreuer: Sandra Pillenkamp        | Deutschland  |

### Aktuelle Nationalspieler-/innen
- Yannick Peinke (Senioren)
- Daniel Strieder (Senioren)
- Alex Ober (Senioren + U19)
- Jonas Langenohl (Senioren)
- Carolin Reinert (Seniorinnen)
- Saphira Giersch (Seniorinnen)
- Annika Zech (Seniorinnen)
- Ben Kessens (U17 Jugend)
- Paul Ronge (U17 Jugend)
- Lea Steinmetz (U17 Juniorinnen)
- Annabell Pillenkamp (U17 Juniorinnen)

## Vorstand
- Vorsitzender: Georg Feldhoff
- stv. Vorsitzender: Thomas Beck
- Schriftführer: Martin Lambotte
- Kassiererin: Uta Feldhoff

Sportliche Leitung
- sportlicher Leiter: Timo Meier
- Jugendwart: Thomas Beck